# Thaba-Tseka (cidade)
Thaba-Tseka é a capital do distrito de Thaba-Tseka, localizado no Lesoto. Sua população no censo de 1996 era de 4.449 habitantes, a população estimada para 2004 era de 6.000 habitantes.

## Infraestrutura
Em Thaba-Tseka, há estabelecimentos comerciais, um banco, uma agência dos correios, várias instituições de organizações de assistência e um hospital.